# Akashita

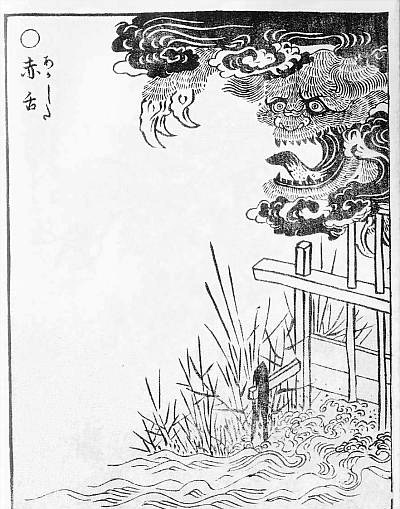
Umakashita desenhado por Toriyama Sekien.

Um Akashita (赤舌; que significa literalmente "língua vermelha") é um youkai que aparece no Gazu Hyakki Yakō, escrito por Toriyama Sekien. É descrito como uma besta com garras, uma cara peluda, uma grande língua e quase todo o corpo escondido por uma nuvem. Sekien não explicou muito sobre o youkai, então é incerto ser uma criação original, mas pode ter uma relação com shakuzetsujin (赤舌神, literalmente "Deus da Língua Vermelha") que guarda o portão oeste de Júpiter.